# Drumcondra, Irland
Drumcondra (iriska: Droim Conrach) är en stadsdel i Irlands huvudstad Dublin, i stadens centrum. Drumcondra ligger 14 meter över havet och antalet invånare är 4 465.